# Forbes
Forbes je magazín založený v roce 1917, který vydává americká společnost Forbes, Inc. Sídlí v New Yorku, na Páté avenue. V USA vychází jako čtrnáctideník. Mezi největší konkurenty Forbesu patří magazíny Fortune a Business Week. Celosvětově vychází více než 6 milionů výtisků. Počet čtenářů webu a časopisu je kolem 50 milionů. Heslem magazínu je „The Capitalist Tool“ (Nástroj kapitalisty). Magazín je známý díky mnohým žebříčkům a seznamům. Mezi nejznámější patří Forbes 400 – žebříček nejbohatších lidí Ameriky, či Forbes Global 2000 – žebříček 2000 nejúspěšnějších světových obchodních společností.

## Forbes Česko
Od 2. listopadu 2011 vychází také česká verze, nejprve pod vedením bývalého šéfredaktora Hospodářských novin Petra Šimůnka. Od února 2025 časopis vede Zdravko Krstanov. Verzi Forbes Česko vydává slovenské nakladatelství MediaRey SE. Od roku 2011 Forbes stále rostl, což byla (k roku 2016) na českém trhu rarita. V červnu 2016 se prodalo nejvíce výtisků tohoto časopisu, bylo to 28 tisíc, a to v případě čísla, ve kterém byl velký rozhovor s Jaromírem Jágrem. V prvním a druhém čtvrtletí roku 2020, tedy v období poznamenaném koronavirovou pandemií, byl průměrný prodaný náklad v ČR 20 569 výtisků a průměrná čtenost 158 000 čtenářů.
Provozuje také internetovou stránku Forbes.cz, na Facebooku jej k březnu 2025 sledovalo 175 tisíc lidí.

## Další publikace
Mezi další publikace Forbes, Inc. patří doplňkový magazín Forbes Life, Forbes Asia a patnáct místních jazykových verzí (včetně české a slovenské). V minulosti publikoval časopisy American Legacy, American Heritage a Invention & Technology. Od roku 2009 publikuje Forbes Travel Guide. V roce 2014 byla spuštěna mobilní aplikace Stream, umožňující ukládat a sdílet vizuální obsah s ostatními čtenáři.